# Kính hiển vi điện tử truyền qua
Kính hiển vi điện tử truyền qua (tiếng Anh: transmission electron microscopy, viết tắt: TEM) là một thiết bị nghiên cứu vi cấu trúc vật rắn, sử dụng chùm điện tử có năng lượng cao chiếu xuyên qua mẫu vật rắn mỏng và sử dụng các thấu kính từ để tạo ảnh với độ phóng đại lớn (có thể tới hàng triệu lần), ảnh có thể tạo ra trên màn huỳnh quang, hay trên film quang học, hay ghi nhận bằng các máy chụp kỹ thuật số.

## Lịch sử

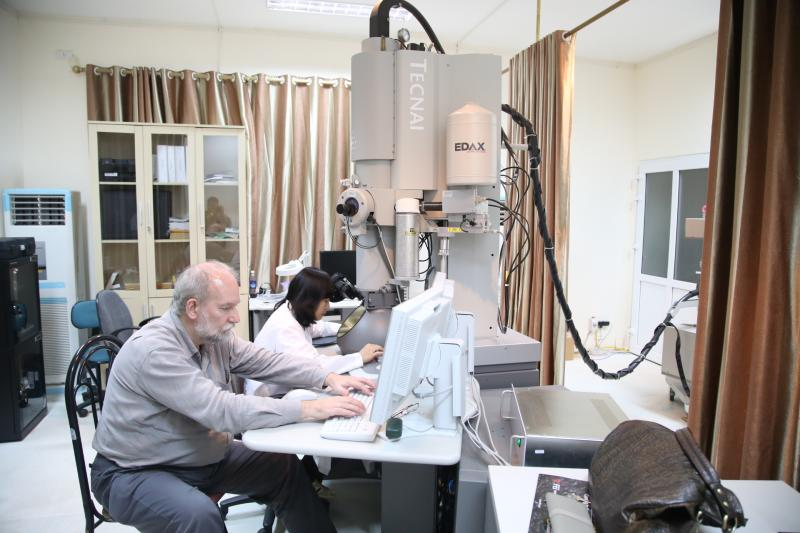
Phòng thí nghiệm Kính hiển vi điện tử truyền qua TEM TECNAI G2-20, Khoa Địa chất, Trường Đại học Khoa học Tự nhiên, Đại học quốc gia Hà Nội

Ta biết rằng kính hiển vi quang học sử dụng ánh sáng khả kiến để quan sát các vật nhỏ, do đó độ phân giải của kính hiển vi quang học bị giới hạn bởi bước sóng ánh sáng khả kiến, và không thể cho phép nhìn thấy các vật có kích thước nhỏ hơn.
Một điện tử chuyển động với vận tốc v, sẽ có xung lượng {\displaystyle p=m_{0}.v}, và nó tương ứng với một sóng có bước sóng cho bởi hệ thức de Broglie:
{\displaystyle \lambda ={\frac {h}{p}}}
Ta thấy rằng bước sóng của điện tử nhỏ hơn rất nhiều so với bước sóng ánh sáng khả kiến nên việc sử dụng sóng điện tử thay cho sóng ánh sáng sẽ tạo ra thiết bị có độ phân giải tốt hơn nhiều kính hiển vi quang học.
Năm 1931, lần đầu tiên Ernst August Friedrich Ruska cùng với một kỹ sư điện là Max Knoll lần đầu tiên dựng nên mô hình kính hiển vi điện tử truyền qua sơ khai, sử dụng các thấu kính từ để tạo ảnh của các sóng điện tử. Thiết bị thực sự đầu tiên được xây dựng vào năm 1938 bởi Albert Presbus và James Hillier (1915-2007) ở Đại học Toronto (Canada) là một thiết bị hoàn chỉnh thực sự. Nguyên tắc tạo ảnh của TEM gần giống với kính hiển vi quang học, điểm khác quan trọng là sử dụng sóng điện tử thay cho sóng ánh sáng và thấu kính từ thay cho thấu kính thủy tinh,.

## Cấu tạo và nguyên lý làm việc của kính hiển vi điện tử truyền qua
Đối tượng sử dụng của TEM là chùm điện tử có năng lượng cao, vì thế các cấu kiện chính của TEM được đặt trong cột chân không siêu cao được tạo ra nhờ các hệ bơm chân không (bơm turbo, bơm iôn..).

### Súng phóng điện tử

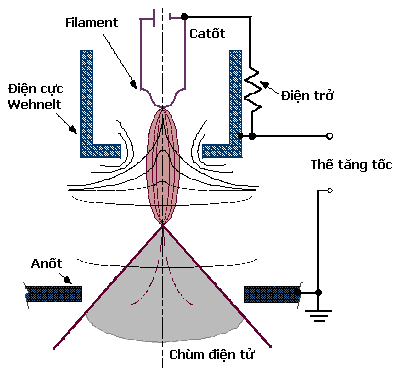
Cấu tạo của súng phóng điện tử.

Trong TEM, điện tử được sử dụng thay cho ánh sáng (trong kính hiển vi quang học). Điện tử được phát ra từ súng phóng điện tử. Có hai cách để tạo ra chùm điện tử:
- Sử dụng nguồn phát xạ nhiệt điện tử: Điện tử được phát ra từ một catốt được đốt nóng (năng lượng nhiệt do đốt nóng sẽ cung cấp cho điện tử động năng để thoát ra khỏi liên kết với kim loại. Do bị đốt nóng nên súng phát xạ nhiệt thường có tuổi thọ không cao và độ đơn sắc của chùm điện tử thường kém. Nhưng ưu điểm của nó là rất rẻ tiền và không đòi hỏi chân không siêu cao. Các chất phổ biến dùng làm catốt là W, Pt, LaB6...
- Sử dụng súng phát xạ trường (Field Emission Gun, các TEM sử dụng nguyên lý này thường được viết là FEG TEM): Điện tử phát ra từ catốt nhờ một điện thế lớn đặt vào vì thế nguồn phát điện tử có tuổi thọ rất cao, cường độ chùm điện tử lớn và độ đơn sắc rất cao, nhưng có nhược điểm là rất đắt tiền và đòi hỏi môi trường chân không siêu cao.

Sau khi thoát ra khỏi catốt, điện tử di truyển đến anốt rỗng và được tăng tốc dưới thế tăng tốc V (một thông số quan trọng của TEM). Lúc đó, điện tử sẽ thu được một động năng:
{\displaystyle {\frac {m.v^{2}}{2}}=eV}
Và xung lượng p sẽ được cho bởi công thức:
{\displaystyle p=m_{0}.v={\sqrt {2m_{0}.e.V}}}

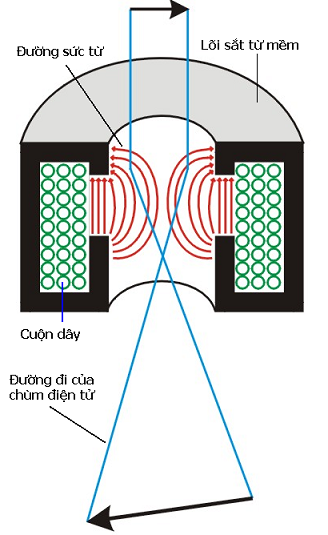
Nguyên lý hoạt động của một thấu kính từ trong TEM

Như vậy, bước sóng của điện tử quan hệ với thế tăng tốc V theo công thức:
{\displaystyle \lambda ={\frac {h}{p}}={\frac {h}{\sqrt {2m_{0}.e.V}}}}
Với thế tăng tốc V = 100 kV, ta có bước sóng điện tử là 0,00386 nm. Nhưng với thế tăng tốc cỡ 200 kV trở nên, vận tốc của điện tử trở nên đáng kể so với vận tốc ánh sáng, và khối lượng của điện tử thay đổi đáng kể, do đó phải tính theo công thức tổng quát (có hiệu ứng tương đối tính):
{\displaystyle \lambda ={\frac {h}{p}}={\frac {h}{\sqrt {2m_{0}.e.V}}}.{\frac {1}{\sqrt {1+{\frac {eV}{2.m_{0}.c^{2}}}}}}}

### Các hệ thấu kính và lăng kính

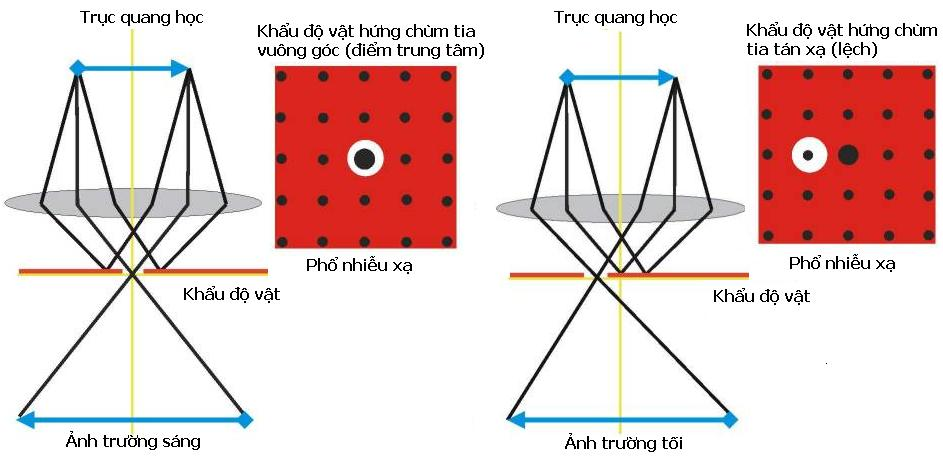
Nguyên lý ghi ảnh trường sáng và trường tối trong TEM

Vì trong TEM sử dụng chùm tia điện tử thay cho ánh sáng khả kiến nên việc điều khiển sự tạo ảnh không còn là thấu kính thủy tinh nữa mà thay vào đó là các thấu kính từ. Thấu kính từ thực chất là một nam châm điện có cấu trúc là một cuộn dây cuốn trên lõi làm bằng vật liệu từ mềm. Từ trường sinh ra ở khe từ sẽ được tính toán để có sự phân bố sao cho chùm tia điện tử truyền qua sẽ có độ lệch thích hợp với từng loại thấu kính. Tiêu cự của thấu kính được điều chỉnh thông qua từ trường ở khe từ, có nghĩa là điều khiển cường độ dòng điện chạy qua cuộn dây. Vì có dòng điện chạy qua, cuộn dây sẽ bị nóng lên do đó cần được làm lạnh bằng nước hoặc nitơ lỏng. Trong TEM, có nhiều thấu kính có vai trò khác nhau:
- Hệ kính hội tụ và tạo chùm tia song song (Condenser lens)

Đây là hệ thấu kính có tác dụng tập trung chùm điện tử vừa phát ra khỏi súng phóng và điều khiển kích thước cũng như độ hội tụ của chùm tia. Hệ hội tụ C1 có vai trò điều khiển chùm tia vừa phát ra khỏi hệ phát điện tử được tập trung vào quỹ đạo của trục quang học. Khi truyền đến hệ C2, chùm tia sẽ được điều khiển sao cho tạo thành chùm song song (cho các CTEM) hoặc thành chùm hội tụ hẹp (cho các STEM, hoặc nhiễu xạ điện tử chùm tia hội tụ) nhờ việc điều khiển dòng qua thấu kính hoặc điều khiển độ lớn của khẩu độ hội tụ C2.
- Vật kính (Objective lens) Nguyên lý ghi ảnh trường sáng và trường tối trong TEM

Là thấu kính ghi nhận chùm điện tử đầu tiên từ mẫu vật và luôn được điều khiển sao cho vật sẽ ở vị trí có khả năng lấy nét khi độ phóng đại của hệ được thay đổi. Vật kính có vai trò tạo ảnh, việc điều chỉnh lấy nét được thực hiện bằng cách thay đổi dòng điện chạy qua cuộn dây, qua đó làm thay đổi tiêu cực của thấu kính.
- Thấu kính nhiễu xạ (Diffraction lens)

Có vai trò hội tụ chùm tia nhiễu xạ từ các góc khác nhau và tạo ra ảnh nhiễu xạ điện tử trên mặt phẳng tiêu của thấu kính.
- Thấu kính Lorentz (Lorentz lens, twin lens)

Được sử dụng trong kính hiển vi Lorentz để ghi ảnh cấu trúc từ của vật rắn. Thấu kính Lorentz khác vật kính thông thường ở việc nó có tiêu cự lớn hơn và vị trí lấy nét (in focus) là vị trí mà các chùm tia điện tử truyền qua hội tụ tại mặt phẳng tiêu sau, trùng với mặt phẳng khẩu độ vật kính. Thấu kính Lorentz thường bị đặt xa để đủ khả năng ghi góc lệch do từ tính (vốn rất nhỏ).
- Thấu kính phóng đại (Magnifying lens, intermediate lens)

Là hệ thấu kính sau vật kính, và độ phóng đại của hệ được thay đổi bằng cách thay đổi tiệu cự của thấu kính.
Ngoài ra, trong TEM còn có các hệ lăng kính có tác dụng bẻ đường đi của điện tử để lật ảnh hoặc điều khiển việc ghi nhận điện tử trong các phép phân tích khác nhau.

### Các khẩu độ

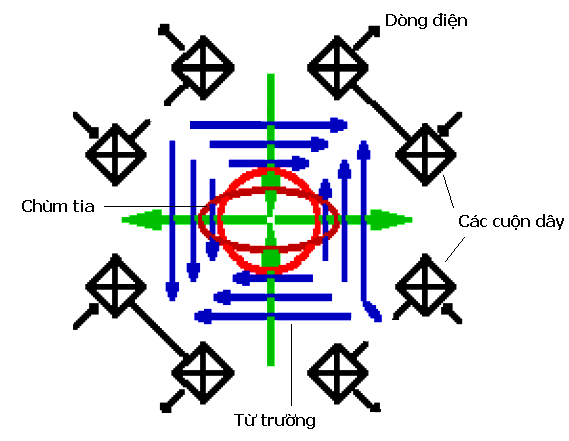
Nguyên lý của điều chỉnh điều kiện tương điểm.

Là hệ thống các màn chắn có lỗ với độ rộng có thể thay đổi nhằm thay đổi các tính chất của chùm điện tử như khả năng hội tụ, độ rộng, lựa chọn các vùng nhiễu xạ của điện tử...
- Khẩu độ hội tụ (Condenser Aperture)

Là hệ khẩu độ được dùng cùng với hệ thấu kính hội tụ, có tác dụng điều khiển sự hội tụ của chùm tia điện tử, thay đổi kích thước chùm tia và góc hội tụ của chùm tia, thường mang ký hiệu C1 và C2. 
- Khẩu độ vật (Objective Aperture)

Được đặt phía bên dưới vật có tác dụng hứng chùm tia điện tử vừa xuyên qua mẫu vật nhằm: thay đổi độ tương phản của ảnh, hoặc lựa chọn chùm tia ở các góc lệch khác nhau (khi điện tử bị tán xạ khi truyền qua vật).
- Khẩu độ lựa chọn vùng(Selected Area Aperture)

Được dùng để lựa chọn diện tích vùng mẫu vật sẽ ghi ảnh nhiễu xạ điện tử, được dùng khi sử dụng kỹ thuật nhiễu xạ điện tử lựa chọn vùng.

## Sự tạo ảnh trong TEM
Xét trên nguyên lý, ảnh của TEM vẫn được tạo theo các cơ chế quang học, nhưng tính chất ảnh tùy thuộc vào từng chế độ ghi ảnh. Điểm khác cơ bản của ảnh TEM so với ảnh quang học là độ tương phản khác so với ảnh trong kính hiển vi quang học và các loại kính hiển vi khác. Nếu như ảnh trong kính hiển vi quang học có độ tương phản chủ yếu đem lại do hiệu ứng hấp thụ ánh sáng thì độ tương phản của ảnh TEM lại chủ yếu xuất phát từ khả năng tán xạ điện tử. Các chế độ tương phản trong TEM:

Ảnh trường sáng (a) và trường tối mẫu hợp kim FeSiBNbCu.

- Tương phản biên độ: Đem lại do hiệu ứng hấp thụ điện tử (do độ dày, do thành phần hóa học) của mẫu vật.
- Tương phản pha: Có nguồn gốc từ việc các điện tử bị tán xạ dưới các góc khác nhau.
- Tương phản nhiễu xạ: Liên quan đến việc các điện tử bị tán xạ theo các hướng khác nhau do tính chất của vật rắn tinh thể.

### Bộ phận ghi nhận và quan sát ảnh
Khác với kính hiển vi quang học, TEM sử dụng chùm điện tử thay cho nguồn sáng khả kiến nên cách quan sát ghi nhận cũng khác. Để quan sát ảnh, các dụng cụ ghi nhận phải là các thiết bị chuyển đổi tín hiệu, hoạt động dựa trên nguyên lý ghi nhận sự tương tác của điện tử với chất rắn.
- Màn huỳnh quang và phim quang học

Là dụng cụ ghi nhận điện tử dựa trên nguyên lý phát quang của chất phủ trên bề mặt. Trên bề mặt của màn hình, người ta phủ một lớp vật liệu huỳnh quang. Khi điện tử va đập vào màn hình, vật liệu sẽ phát quang và ảnh được ghi nhận thông qua ánh sáng phát quang này. Cũng tương tự nguyên lý này, người ta có thể sử dụng phim ảnh để ghi lại ảnh và ảnh ban đầu được lưu dưới dạng phim âm bản và sẽ được tráng rửa sau khi sử dụng.
- CCD Camera (Charge-couple Device Camera)

### Bộ khử loạn thị (astigmatism)

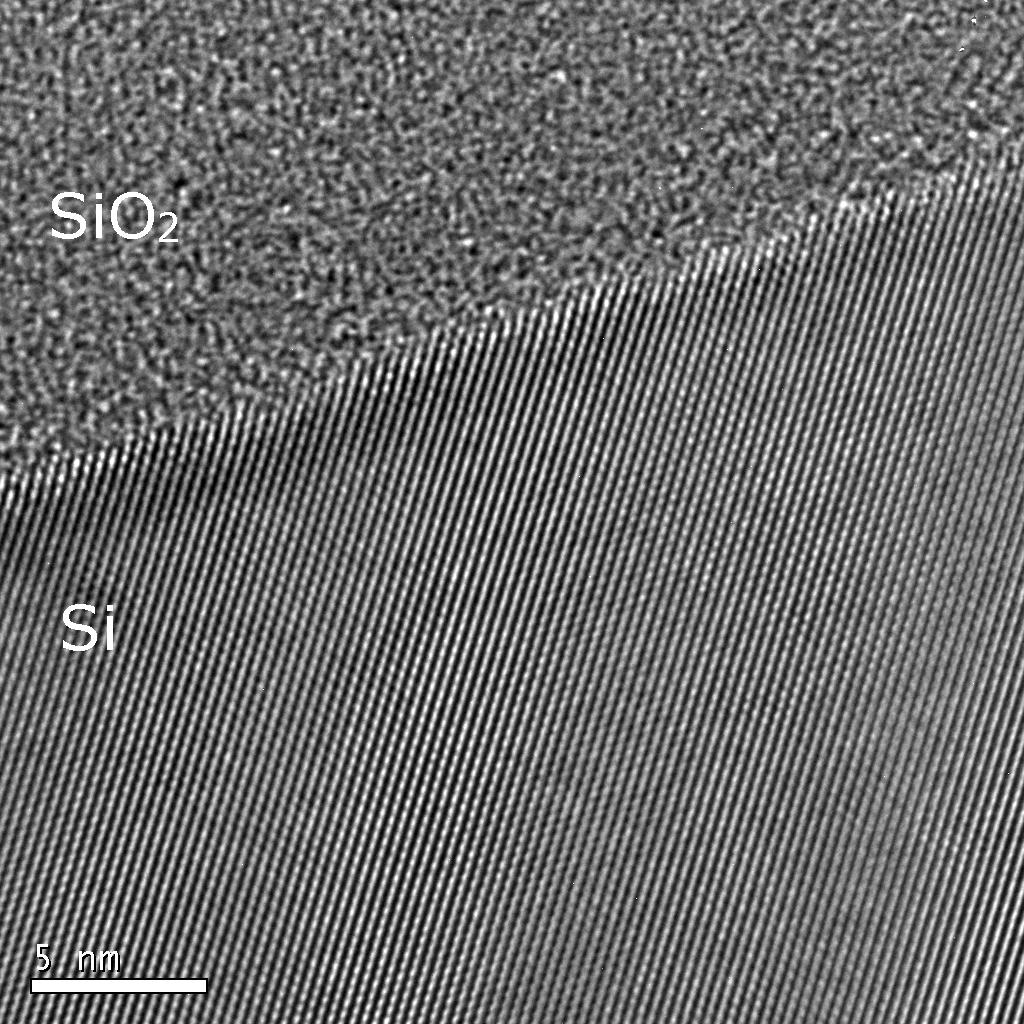
Ảnh hiển vi điện tử độ phân giải cao chụp lớp phân cách Si/SiO2, có thể thấy các lớp nguyên tử Si

Sự loạn thị ở TEM (astigmatism) có nguyên lý giống như điều kiện tương điểm trong quang học, tức là điều kiện để ảnh của một vật phẳng nằm trên một mặt phẳng. Trong TEM, khử loạn thị liên quan đến việc điều chỉnh cân bằng các chùm tia và các hệ thấu kính. 
- Khử loạn thị ở hệ hội tụ (Condenser Astigmatism)

Là việc điều chỉnh hệ thấu kính hội tụ sao cho chùm tia có tính chất đối xứng trục quang học. Khi quan sát trên màn ảnh, chùm tia phải có hình tròn và hội tụ đồng tâm tại một điểu (khi mở rộng và thu hẹp). Nguyên lý của việc điều chỉnh này là điều chỉnh sự cân bằng của từ trường sinh ra trong các cuộn dây của thấu kính hội tụ.
- Khử loạn thị ở vật kính (Objective Astigmatism)

Là việc điều chỉnh vật kính sao cho mặt phẳng của mẫu vật song song với mặt phẳng quang học của vật kính, sao cho các chùm tia xuất phát từ các điểm trên cùng một mặt phẳng sẽ hội tụ tại một mặt phẳng song song với vật.
- Khử loạn thị ở kính nhiễu xạ (Diffraction Astigmatism)

Tương điểm nhiễu xạ là điều chỉnh cho trục quang học của chùm tia trùng với trục quang học của quang hệ. Khi đó, vân nhiễu xạ trung tâm trên mặt phẳng tiêu của vật kính sẽ phải đối xứng đồng tâm qua trục quang học, và sẽ nằm đúng trên mặt phẳng của khẩu độ vật kính.
Ảnh hưởng của loạn thị lên chất lượng ảnh ở điều kiện độ phóng đại thấp là rất nhỏ, nhưng khi tăng độ phóng đại đến cỡ lớn (cỡ trên 50 ngàn lần) thì ảnh hưởng của loạn thị trở nên rõ rệt. Khi đó, nếu quang hệ không thỏa mãn tính chất tương điểm sẽ có thể dẫn đến việc ảnh có thể bị bóp méo, không thể lấy nét hoặc độ phân giải rất kém. Đặc biệt ở chế độ ghi ảnh có độ phân giải cao, yêu cầu về sự khử loạn thị càng lớn.

### Ảnh trường sáng, trường tối
Là chế độ ghi ảnh phổ thông của các TEM dựa trên nguyên lý ghi nhận các chùm tia bị lệch đi với các góc (nhỏ) khác nhau sau khi truyền qua mẫu vật.
- Ảnh trường sáng (Bright-field imaging): Là chế độ ghi ảnh mà khẩu độ vật kính sẽ được đưa vào để hứng chùm tia truyền theo hướng thẳng góc. Như vậy, các vùng mẫu cho phép chùm tia truyền thẳng góc sẽ sáng và các vùng gây ra sự lệch tia sẽ bị tối. Ảnh trường sáng về mặt cơ bản có độ sáng lớn.
- Ảnh trường tối (Dark-field imaging): Là chế độ ghi ảnh mà chùm tia sẽ bị chiếu lệch góc sao cho khẩu độ vật kính sẽ hứng chùm tia bị lệch một góc nhỏ (việc này được thực hiện nhờ việc tạo phổ nhiễu xạ trước đó, mỗi vạch nhiễu xạ sẽ tương ứng với một góc lệch). Ảnh thu được sẽ là các đốm sáng trắng trên nền tối. Nền sáng tương ứng với các vùng mẫu có góc lệch được chọn, nền tối là từ các vùng khác. Ảnh trường tối rất nhạy với cấu trúc tinh thể và cho độ sắc nét từ các hạt tinh thể cao.

### Ảnh hiển vi điện tử truyền qua độ phân giải cao

Xử lý mẫu màng mỏng chụp cắt ngang bằng chùm ion hội tụ

Là một trong những tính năng mạnh của kính hiển vi điện tử truyền qua, cho phép quan sát ở độ phân giải cao từ các lớp tinh thể của chất rắn. Trong thuật ngữ khoa học, ảnh hiển vi điện tử độ phân giải cao thường được viết tắt là HRTEM (là chữ viết tắt High-Resolution Transmission Electron Microscopy). Chế độ HRTEM chỉ có thể thực hiện được khi:
- Kính hiển vi có khả năng thực hiện việc ghi ảnh ở độ phóng đại lớn.
- Quang sai của hệ đủ nhỏ ở mức cho phép (liên quan đến độ đơn sắc của chùm tia điện tử và sự hoàn hảo của các hệ thấu kính.
- Việc điều chỉnh tương điểm phải đạt mức tối ưu.
- Độ dày của mẫu phải đủ mỏng (thường dưới 70 nm).
HRTEM là một công cụ mạnh để nghiên cứu cấu trúc tinh thể của các vật liệu rắn.
Xem bài chi tiết: Hiển vi điện tử truyền qua độ phân giải cao

### Ảnh cấu trúc từ
Đối với các mẫu có từ tính, khi điện tử truyền qua sẽ bị lệch đi do tác dụng của lực Lorentz và việc ghi lại ảnh theo cơ chế này sẽ cung cấp các thông tin liên quan đến cấu trúc từ và cho phép nghiên cứu các tính chất từ vi mô của vật liệu. Chế độ ghi ảnh này đã phát triển thành hai kiểu:
- Kính hiển vi Lorentz.
- Toàn ảnh điện tử
Ưu điểm của TEM là cho phép ghi ảnh với độ phân giải cao và có độ nhạy cao với sự thay đổi cấu trúc nên các chế độ ghi ảnh từ tính cũng là các công cụ mạnh trong các nghiên cứu về vi từ.

## Xử lý mẫu và các phép phân tích trong TEM

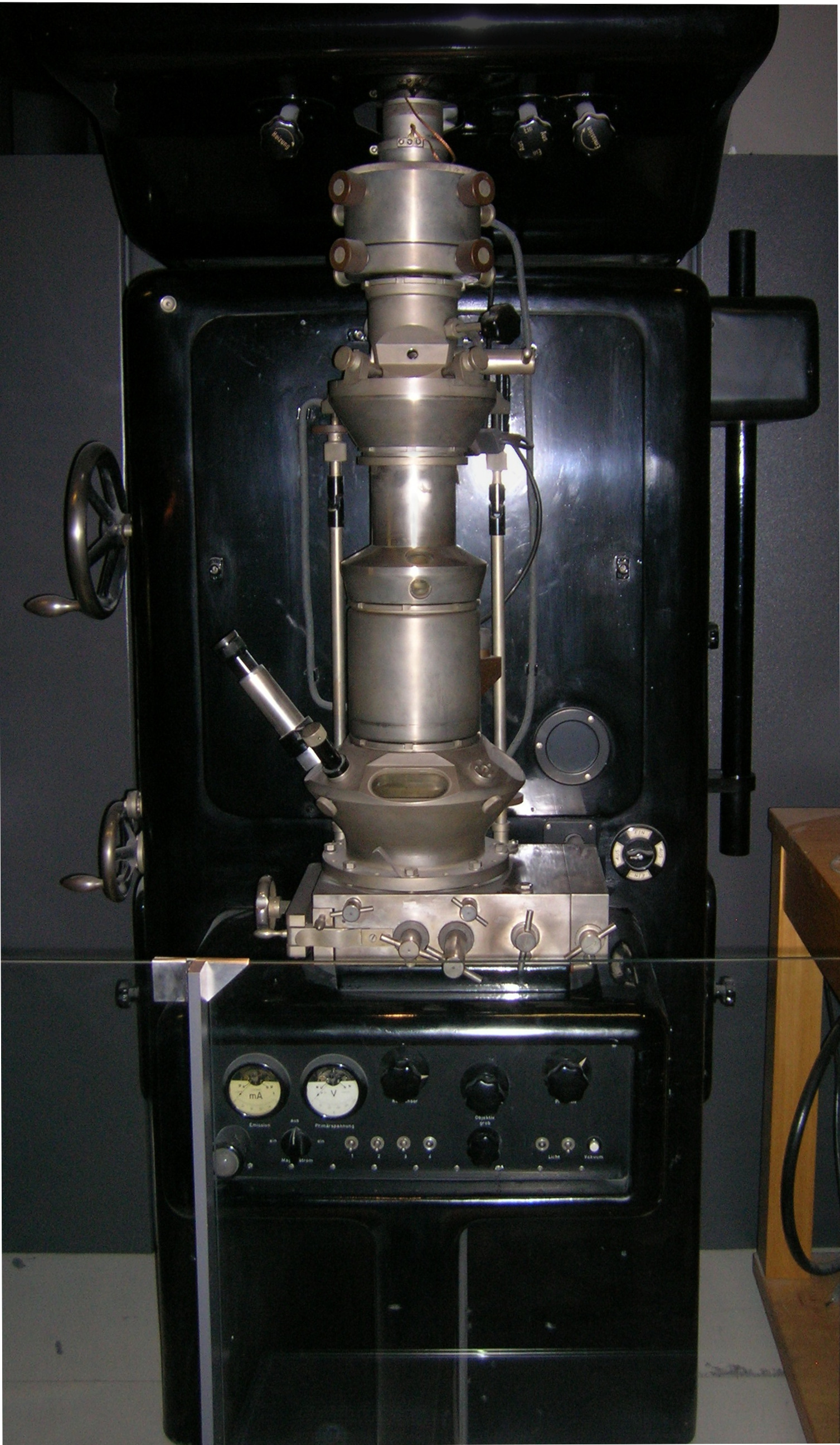
Ảnh chụp kính hiển vi điện tử truyền qua đầu tiên xây dựng bởi Ernst Ruska lưu giữ trong bảo tàng Đức.

### Nhiễu xạ điện tử
Nhiễu xạ điện tử là một phép phân tích mạnh của TEM. Khi điện tử truyền qua mẫu vật, các lớp tinh thể trong vật rắn đóng vai trò như các cách tử nhiễu xạ và tạo ra hiện tượng nhiễu xạ trên tinh thể. Đây là một phép phân tích cấu trúc tinh thể rất mạnh.
Xem bài chi tiết: Nhiễu xạ điện tử

### Các phép phân tích tia X
Nguyên lý của các phép phân tích tia X là dựa trên hiện tượng chùm điện tử có năng lượng cao tương tác với các lớp điện tử bên trong của vật rắn dẫn đến việc phát ra các tia X đặc trưng liên quan đến thành phần hóa học của chất rắn. Do đó, các phép phân tích này rất hữu ích để xác định thành phần hóa học của chất rắn. Có một số phép phân tích như:
- Phổ tán sắc năng lượng tia X (Energy Dispersive Spectroscopy - EDS, hay EDX)
- Phổ huỳnh quang tia X (X-ray Luminescent Spectroscopy)
-...

### Phân tích năng lượng điện tử
Các phép phân tích này liên quan đến việc chùm điện tử sau khi tương tác với mẫu truyền qua sẽ bị tổn hao năng lượng (Phổ tổn hao năng lượng điện tử - Electron Energy Loss Spectroscopy, EELS), hoặc phát ra các điện tử thứ cấp (Phổ Ausger) hoặc bị tán xạ ngược. Các phổ này cho phép nghiên cứu phân bố các nguyên tố hóa học, các liên kết hóa học hoặc các cấu trúc điện từ...

### Xử lý mẫu cho phép đo TEM
Vì sử dụng chế độ điện tử đâm xuyên qua mẫu vật nên mẫu vật quan sát trong TEM luôn phải đủ mỏng. Xét trên nguyên tắc, TEM bắt đầu ghi nhận được ảnh với các mẫu có chiều dày dưới 500 nm, tuy nhiên, ảnh chỉ trở nên có chất lượng tốt khi mẫu mỏng dưới 150 nm. Vì thế, việc xử lý (tạo mẫu mỏng) cho phép đo TEM là cực kỳ quan trọng.
- Phương pháp truyền thống

Phương pháp truyền thống là sử dụng hệ thống mài cắt cơ học. Mẫu vật liệu được cắt ra thành các đĩa tròn (có kích thước đủ với giá mẫu) và ban đầu được mài mỏng đến độ dày dưới 10 μmm (cho phép ánh sáng khả kiến truyền qua). Tiếp đó, việc mài đến độ dày thích hợp được thực hiện nhờ thiết bị mài bằng chùm iôn, sử dụng các iôn khí hiếm (được gia tốc với năng lượng dưới 10 kV) bắn phá đến độ dày thích hợp. Cách thức xử lý này tốn nhiều thời gian và đòi hỏi mức độ tỉ mỉ rất cao.
- Sử dụng kỹ thuật chùm iôn hội tụ

Kỹ thuật chùm iôn hội tụ là thực hiện việc xử lý mẫu trên thiết bị cùng tên. Người ta dùng một chùm iôn (của kim loại lỏng, thường là Ga), được gia tốc tới năng lượng cao (cỡ 30 - 50 kV) được hội tụ thành một chùm rất nhỏ và được điều khiển nhờ hệ thấu kính điện từ để cắt ra các lát mỏng, hàn gắn trên giá mẫu và mài mỏng đến mức độ đủ mỏng. Các công việc được tiến hành nhờ điều khiển bằng máy tính và trong chân không cao. Phép xử lý này tiến hành rất nhanh và có thể cho mẫu rất mỏng, nhưng đôi khi mẫu bị nhiễm bẩn từ các iôn Ga.
Xem bài chi tiết: Chùm iôn hội tụ

## Các loại kính hiển vi điện tử truyền qua hiện đại

### Kính hiển vi điện tử truyền qua truyền thống (Conventional TEM - CTEM)
Kính hiển vi điện tử truyền qua truyền thống (thường được viết tắt là CTEM, từ tên gọi Conventional Transmission Electron Microscope) là kính hiển vi điện tử truyền qua thông thường, sử dụng chùm điện tử song song chiếu xuyên qua mẫu vật. Vì chùm điện tử là song song nên góc tán xạ của điện tử khi truyền qua mẫu là nhỏ do đó các phép phân tích bị hạn chế.

### Kính hiển vi điện tử truyền qua quét(Scanning TEM - STEM)

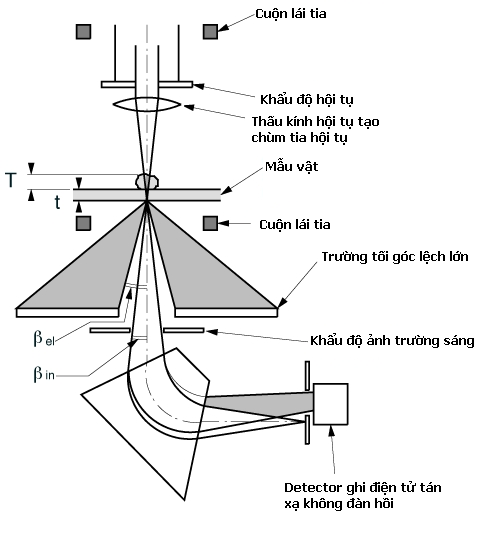
Nguyên lý của STEM: Sử dụng một chùm điện tử hẹp quét trên mẫu.

Kính hiển vi điện tử truyền qua quét là một loại kính hiển vi điện tử truyền qua nhưng khác với CTEM là chùm điện tử truyền qua mẫu là một chùm điện tử được hội tụ thành một chùm hẹp và được quét trên mẫu. Nhờ việc điều khiển khẩu độ và thấu kính hội tụ, chùm điện tử có thế hội tụ thành một chùm tia có kích thước rất hẹp (các STEM mạnh hiện nay có thể cho kích thước tới dưới 1 nm) do đó cho phép ghi ảnh với độ phân giải rất cao. Hơn nữa, vì chùm điện tử là hội tụ, nên góc tán xạ của điện tử sau khi truyền qua mẫu sẽ rất lớn và tạo ra nhiều phép phân tích mạnh, ví dụ như phép ghi ảnh trường tối với góc lệch vành khuyên lớn (High-annular dark-field imaging - HADF), khả năng phân tích phân bố các nguyên tố với độ phân giải cực cao nhờ phép phân tích phổ tổn hao năng lượng điện tử (EELS) thực hiện đồng thời với quá trình ghi ảnh. Hơn nữa, ảnh độ phân giải cao trực tiếp liên quan đến nguyên tử khối của các nguyên tố, do đó rất hữu ích cho việc phân tích sự phân bố của các nguyên tố hóa học. (xem bài chi tiết Kính hiển vi điện tử truyền qua quét)
STEM lần đầu được xây dựng năm 1938 bởi Manfred von Ardenne của công ty Siemens (Berlin, Đức) chỉ sau một thời gian TEM xuất hiện, nhưng hầu như không thể phát triển do việc khó khăn trong việc hội tụ chùm điện tử có tính đơn sắc kém vào điểm nhỏ. Tuy nhiên, phải đến năm 1970 STEM mới thực sự phát triển nhờ việc tạo ra chùm điện tử có độ đơn sắc cao nhờ súng phát xạ trường (FEG). Cho đến hiện nay, STEM là công cụ mạnh để ghi ảnh với độ phân giải tới cấp nguyên tử. Trong những nghiên cứu phát triển STEM hiện nay, mục tiêu loại trừ quang sai (do tính không hoàn toàn đơn sắc của chùm điện tử) đang là vấn đề cấp bách để đạt được các STEM có độ phân giải cực lớn. Nhiều dự án xây dựng các STEM mạnh đang được phát triển dựa trên mục tiêu này và người ta đang xây dựng những STEM có khả năng phân giải cao, gọi là SuperSTEM.

### Kính hiển vi điện tử truyền qua môi trường (ETEM)
Xem bài chi tiết Kính hiển vi điện tử truyền qua môi trường

### Toàn ảnh điện tử
Xem bài chi tiết: Toàn ảnh điện tử
Là một thiết bị nghiên cứu cấu trúc điện từ của vật rắn dựa trên cấu trúc của kính hiển vi điện tử truyền qua. Toàn ảnh điện tử dựa trên việc ghi lại ảnh toàn ký của chùm điện tử truyền qua vật được giao thoa với chùm điện tử mẫu, đưa đến các thông tin về cấu trúc từ với độ phân giải không gian rất cao.

## Ưu điểm và hạn chế của TEM
Dù được phát triển từ rất lâu, nhưng đến thời điểm hiện tại, TEM vẫn là một công cụ nghiên cứu mạnh và hiện đại trong nghiên cứu về cấu trúc vật rắn, được sử dụng rộng rãi trong vật lý chất rắn, khoa học vật liệu, công nghệ nanô, hóa học, sinh học, y học... và vẫn đang trong quá trình phát triển với nhiều tính năng và độ mạnh mới.
- Điểm mạnh của TEM

- Có thể tạo ra ảnh cấu trúc vật rắn với độ tương phản, độ phân giải (kể cả không gian và thời gian) rất cao đồng thời dễ dàng thông dịch các thông tin về cấu trúc. Khác với dòng kính hiển vi quét đầu dò, TEM cho ảnh thật của cấu trúc bên trong vật rắn nên đem lại nhiều thông tin hơn, đồng thời rất dễ dàng tạo ra các hình ảnh này ở độ phân giải tới cấp độ nguyên tử.
- Đi kèm với các hình ảnh chất lượng cao là nhiều phép phân tích rất hữu ích đem lại nhiều thông tin cho nghiên cứu vật liệu.
- Điểm yếu của TEM

- Đắt tiền: TEM có nhiều tính năng mạnh và là thiết bị rất hiện đại do đó giá thành của nó rất cao, đồng thời đòi hỏi các điều kiện làm việc cao ví dụ chân không siêu cao, sự ổn định về điện và nhiều phụ kiện đi kèm.
- Đòi hỏi nhiều phép xử lý mẫu phức tạp cần phải phá hủy mẫu (điều này không thích hợp với nhiều tiêu bản sinh học).
- Việc điều khiển TEM rất phức tạp và đòi hỏi nhiều bước thực hiện chính xác cao.